# Herklotsichthys spilurus
Herklotsichthys spilurus är en fiskart som först beskrevs av Guichenot, 1863.  Herklotsichthys spilurus ingår i släktet Herklotsichthys och familjen sillfiskar. Inga underarter finns listade i Catalogue of Life.